# Calandrinia galapagosa
Calandrinia galapagosa là một loài thực vật thuộc họ Portulacaceae. Đây là loài đặc hữu của Ecuador.